# Lerista kennedyensis
Lerista kennedyensis är en ödleart som beskrevs av Peter G. Kendrick 1989. Lerista kennedyensis ingår i släktet Lerista och familjen skinkar. IUCN kategoriserar arten globalt som livskraftig. Inga underarter finns listade i Catalogue of Life.

## Utbredning och habitat
Arten förekommer i Western Australia i Australien. Den trivs bland glest bevuxna sandåsar med röd sand som har en vegetation bestående av Acacia, Banksia och spinifex.